# Queen Forever
A Queen Forever a brit Queen rockegyüttes válogatásalbuma, melyet 2014. november 10-én adott ki a Virgin EMI és a Hollywood Records. Főleg lírai és epikus dalokat tartalmaz az együttes repertoárjából. Az 1995-ös Made in Heaven album óta ez volt az első Queen-lemez, amelyen korábban kiadatlan dalok hallhatók Freddie Mercury énekével.
A lemeznyitó Let Me in Your Heart Again eredetileg a The Works album dalaival együtt íródott 1983-ban, több változatban is rögzítették, de végül nem került fel a lemezre. 1988-ban Brian May szerelme, Anita Dobson énekelte fel saját albumára eltérő szöveggel. A Love Kills eredetileg Mercury első szóló kislemeze volt 1984-ben. Ezt dolgozta át Brian May és Roger Taylor egy lassabb, ballada hangulatú dallá. A There Must Be More To Life Than This dal szintén Mercury szóló pályafutásának dala, amit eredetileg Michael Jacksonnal közösen énekeltek fel 1980-ban, de korábban ez a változat nem került kiadásra.

## Az album dalai

### Standard Edition
| 1.    | Let Me In Your Heart Again                                  | Brian May                           | 4:31 |
| 2.    | Love Kills (The Ballad)                                     | Freddie Mercury/Giorgio Moroder     | 4:12 |
| 3.    | There Must Be More To Life Than This (with Michael Jackson) | Mercury                             | 3:20 |
| 4.    | It’s a Hard Life                                            | Mercury                             | 4:06 |
| 5.    | You’re My Best Friend                                       | John Deacon                         | 2:52 |
| 6.    | Love of My Life (early fade-out)                            | Mercury                             | 3:33 |
| 7.    | Drowse (early fade-out)                                     | Roger Taylor                        | 3:38 |
| 8.    | Long Away                                                   | May                                 | 3:32 |
| 9.    | Lily of the Valley (single version)                         | Mercury                             | 1:39 |
| 10.   | Don’t Try So Hard                                           | Queen (Mercury)                     | 3:39 |
| 11.   | Bijou                                                       | Queen (Mercury/May)                 | 3:36 |
| 12.   | These Are the Days of Our Lives                             | Queen (Taylor)                      | 4:14 |
| 13.   | Las Palabras de Amor                                        | May                                 | 4:31 |
| 14.   | Who Wants to Live Forever                                   | May                                 | 5:15 |
| 15.   | A Winter’s Tale                                             | Queen (Mercury)                     | 3:48 |
| 16.   | Play the Game (without synthesizer intro)                   | Mercury                             | 3:14 |
| 17.   | Save Me                                                     | May                                 | 3:46 |
| 18.   | Somebody to Love (early fade-out)                           | Mercury                             | 4:52 |
| 19.   | Too Much Love Will Kill You                                 | May, Frank Musker, Elizabeth Lamers | 4:19 |
| 20.   | Crazy Little Thing Called Love                              | Mercury                             | 2:43 |
| 21.   | I Was Born to Love You (Japanese bonus track)               | Mercury                             | 4:49 |
| 75:03 |                                                             |                                     |      |

### Deluxe Edition
| Disc 1 | Disc 1                                                      | Disc 1              | Disc 1 | Disc 1 | Disc 1 | Disc 1 | Disc 1 | Disc 1 | Disc 1 |
| #      | Cím                                                         | Szerző(k)           | Hossz  |        |        |        |        |        |        |
| ------ | ----------------------------------------------------------- | ------------------- | ------ | ------ | ------ | ------ | ------ | ------ | ------ |
| 1.     | Let Me in Your Heart Again                                  | May                 | 4:31   |        |        |        |        |        |        |
| 2.     | Love Kills (The Ballad)                                     | Mercury/Moroder     | 4:12   |        |        |        |        |        |        |
| 3.     | There Must Be More To Life Than This (with Michael Jackson) | Mercury             | 3:20   |        |        |        |        |        |        |
| 4.     | Play the Game                                               | Mercury             | 3:14   |        |        |        |        |        |        |
| 5.     | Dear Friends                                                | May                 | 1:08   |        |        |        |        |        |        |
| 6.     | You’re My Best Friend                                       | Deacon              | 2:52   |        |        |        |        |        |        |
| 7.     | Love of My Life (early fade-out)                            | Mercury             | 3:33   |        |        |        |        |        |        |
| 8.     | Drowse (early fade-out)                                     | Taylor              | 3:38   |        |        |        |        |        |        |
| 9.     | You Take My Breath Away (without vocal reprise ending)      | Mercury             | 4:38   |        |        |        |        |        |        |
| 10.    | Spread Your Wings (early fade-out)                          | Deacon              | 4:30   |        |        |        |        |        |        |
| 11.    | Long Away                                                   | May                 | 3:32   |        |        |        |        |        |        |
| 12.    | Lily of the Valley (single version)                         | Mercury             | 1:39   |        |        |        |        |        |        |
| 13.    | Don’t Try So Hard                                           | Queen (Mercury)     | 3:39   |        |        |        |        |        |        |
| 14.    | Bijou                                                       | Queen (Mercury/May) | 3:36   |        |        |        |        |        |        |
| 15.    | These Are the Days of Our Lives                             | Queen (Taylor)      | 4:14   |        |        |        |        |        |        |
| 16.    | Nevermore (slight edit)                                     | Mercury             | 1:18   |        |        |        |        |        |        |
| 17.    | Las Palabras de Amor                                        | May                 | 4:31   |        |        |        |        |        |        |
| 18.    | Who Wants to Live Forever                                   | May                 | 5:15   |        |        |        |        |        |        |
| 63:03  |                                                             |                     |        |        |        |        |        |        |        |

| Disc 2 | Disc 2                                                       | Disc 2                 | Disc 2 | Disc 2 | Disc 2 | Disc 2 | Disc 2 | Disc 2 | Disc 2 |
| #      | Cím                                                          | Szerző(k)              | Hossz  |        |        |        |        |        |        |
| ------ | ------------------------------------------------------------ | ---------------------- | ------ | ------ | ------ | ------ | ------ | ------ | ------ |
| 1.     | I Was Born to Love You                                       | Mercury                | 4:49   |        |        |        |        |        |        |
| 2.     | Somebody to Love (early fade-out)                            | Mercury                | 4:52   |        |        |        |        |        |        |
| 3.     | Crazy Little Thing Called Love                               | Mercury                | 2:43   |        |        |        |        |        |        |
| 4.     | Friends Will Be Friends                                      | Mercury/Deacon         | 4:06   |        |        |        |        |        |        |
| 5.     | Jealousy                                                     | Mercury                | 3:13   |        |        |        |        |        |        |
| 6.     | One Year of Love                                             | Deacon                 | 4:27   |        |        |        |        |        |        |
| 7.     | A Winter’s Tale                                              | Queen (Mercury)        | 3:48   |        |        |        |        |        |        |
| 8.     | ’39 (single version)                                         | May                    | 3:30   |        |        |        |        |        |        |
| 9.     | Mother Love                                                  | Mercury/May            | 4:47   |        |        |        |        |        |        |
| 10.    | It’s a Hard Life                                             | Mercury                | 4:06   |        |        |        |        |        |        |
| 11.    | Save Me                                                      | May                    | 3:46   |        |        |        |        |        |        |
| 12.    | Made in Heaven                                               | Mercury                | 5:25   |        |        |        |        |        |        |
| 13.    | Too Much Love Will Kill You                                  | May, Musker, Lamers    | 4:19   |        |        |        |        |        |        |
| 14.    | Sail Away Sweet Sister                                       | May                    | 3:33   |        |        |        |        |        |        |
| 15.    | The Miracle (with crossfade)                                 | Queen (Mercury/Deacon) | 4:57   |        |        |        |        |        |        |
| 16.    | Is This the World We Created...? (with crossfade)            | Mercury/May            | 2:12   |        |        |        |        |        |        |
| 17.    | In the Lap of the Gods…Revisited                             | Mercury                | 3:46   |        |        |        |        |        |        |
| 18.    | Forever                                                      | May                    | 3:21   |        |        |        |        |        |        |
| 19.    | Teo Torriatte (Let Us Cling Together) (Japanese bonus track) | May                    | 5:08   |        |        |        |        |        |        |
| 71:41  |                                                              |                        |        |        |        |        |        |        |        |

## Közreműködők
- Freddie Mercury – ének, zongora, billentyűsök, akusztikus gitár
- Brian May – elektromos és akusztikus gitár, ének, zongora, billentyűsök
- Roger Taylor – dobok, ének, billentyűsök
- John Deacon – basszusgitár, akusztikus gitár, billentyűsök
- Michael Jackson – ének a "There Must Be More to Life Than This" c. dalban
- Fred Mandel – zongora a "Let Me in Your Heart Again" c. dalban

## Listás helyezések
| Lemezeladási lista (2014–15)                  | Legjobb helyezés |
| --------------------------------------------- | ---------------- |
| Ausztrália (ARIA Top 50 Albums)               | 35               |
| Ausztria (Ö3 Austria Top 40)                  | 8                |
| Belgium (Ultratop Flandria)                   | 6                |
| Belgium (Ultratop Vallónia)                   | 8                |
| Kanada (Billboard Canadian Albums Chart)      | 11               |
| Csehország (ČNS IFPI Albums Top 100)          | 8                |
| Dánia (Hitlisten Album Top 40)                | 15               |
| Hollandia (Dutch Charts Album Top 100)        | 3                |
| Norvégia (VG-lista Album Top 40)              | 11               |
| Finnország (Musiikkituottajat Albumit Top 50) | 39               |
| Franciaország (SNEP Album Top 100)            | 12               |
| Németország (Media Control Top 100 Album)     | 4                |
| Írország (IRMA)                               | 18               |
| Olaszország (FIMI Album Top 20)               | 5                |
| Japán (Oricon)                                | 16               |
| Dél-Korea (GAON Top 100 Album nemzetközi)     | 2                |
| Új-Zéland (Recorded Music NZ Top 40 Albums)   | 18               |
| Lengyelország (ZPAV Album Top 50)             | 7                |
| Portugália (AFP Top 30 Albums)                | 12               |
| Spanyolország (PROMUSICAE Top 100 Álbumes)    | 8                |
| Svédország (Sverigetopplistan Top 60 Albums)  | 28               |
| Svájc (Schweizer Hitparade Top 100 Albums)    | 4                |
| Egyesült Királyság (UK Albums Chart)          | 5                |
| USA Billboard 200                             | 38               |
| USA Top Rock Albums (Billboard)               | 11               |
| USA Top Hard Rock Albums (Billboard)          | 4                |

## Eladási minősítések
| Ország                   | Minősítés  | Eladott példányszám |
| ------------------------ | ---------- | ------------------- |
| Egyesült Királyság (BPI) | aranylemez | 100.000+            |
| Németország (BVMI)       | aranylemez | 100.000+            |
| Olaszország (FIMI)       | aranylemez | 25.000+             |
| Lengyelország (ZPAV)     | aranylemez | 10.000+             |